# مارشا بلکبرن
مارشا بلکبرن (به انگلیسی: Marsha Blackburn) سناتور ایالات متحده از تنسی است. او پیشتر از ۲۰۰۳ تا ۲۰۱۹ نمایندهٔ حوزه انتخابیه هفتم تنسی از حزب جمهوری‌خواه ایالات متحده آمریکا در مجلس نمایندگان ایالات متحده آمریکا بوده‌است.

## دیدگاه‌ها
- مارشا بلکبرن نماینده جمهوری‌خواه مجلس نمایندگان ایالات متحده از ایالت تنسی، ۱۶ آذر ۱۴۰۱ در توییتی به مسمومیت زنجیره‌ای دانشجویان ایرانی اشاره کرد و نوشت «بیش از هزار دانشجوی ایرانی علائمی مرتبط با مسمومیت غذایی دارند. آیا این کاری عمدی توسط رژیم [ایران] بوده است؟» [۱]